# Klaverbank
Klaverbank este o arie protejată (arie specială de conservare — SAC, sit de importanță comunitară — SCI) din Țările de Jos întinsă pe o suprafață de 153.900 ha, integral marine.

## Localizare
Centrul sitului Klaverbank este situat la coordonatele 54°01′24″N 3°05′04″E / 54.0233°N 3.0844°E.

## Înființare
Situl Klaverbank a fost declarat sit de importanță comunitară în decembrie 2008 pentru a proteja 3 specii de animale. Situl a fost protejat și ca arie specială de conservare în iunie 2016.

## Biodiversitate
Situată în ecoregiunile atlantică și marină Atlantică, aria protejată conține 1 habitat natural: Recifuri.
La baza desemnării sitului se află mai multe specii protejate de  mamifere (3): Halichoerus grypus, focă obișnuită (Phoca vitulina), marsuin (Phocoena phocoena)